# Kościół Wniebowstąpienia Pańskiego w Warszawie
Kościół Wniebowstąpienia Pańskiego w Warszawie – ewangelicko-augsburski kościół znajdujący się przy ul. Puławskiej w Warszawie. Wzniesiony w latach 1902–1904 jako prawosławna cerkiew garnizonowa  pod wezwaniem św. św. Piotra i Pawła. Własność parafii ewangelickiej od 1920. 

## Opis

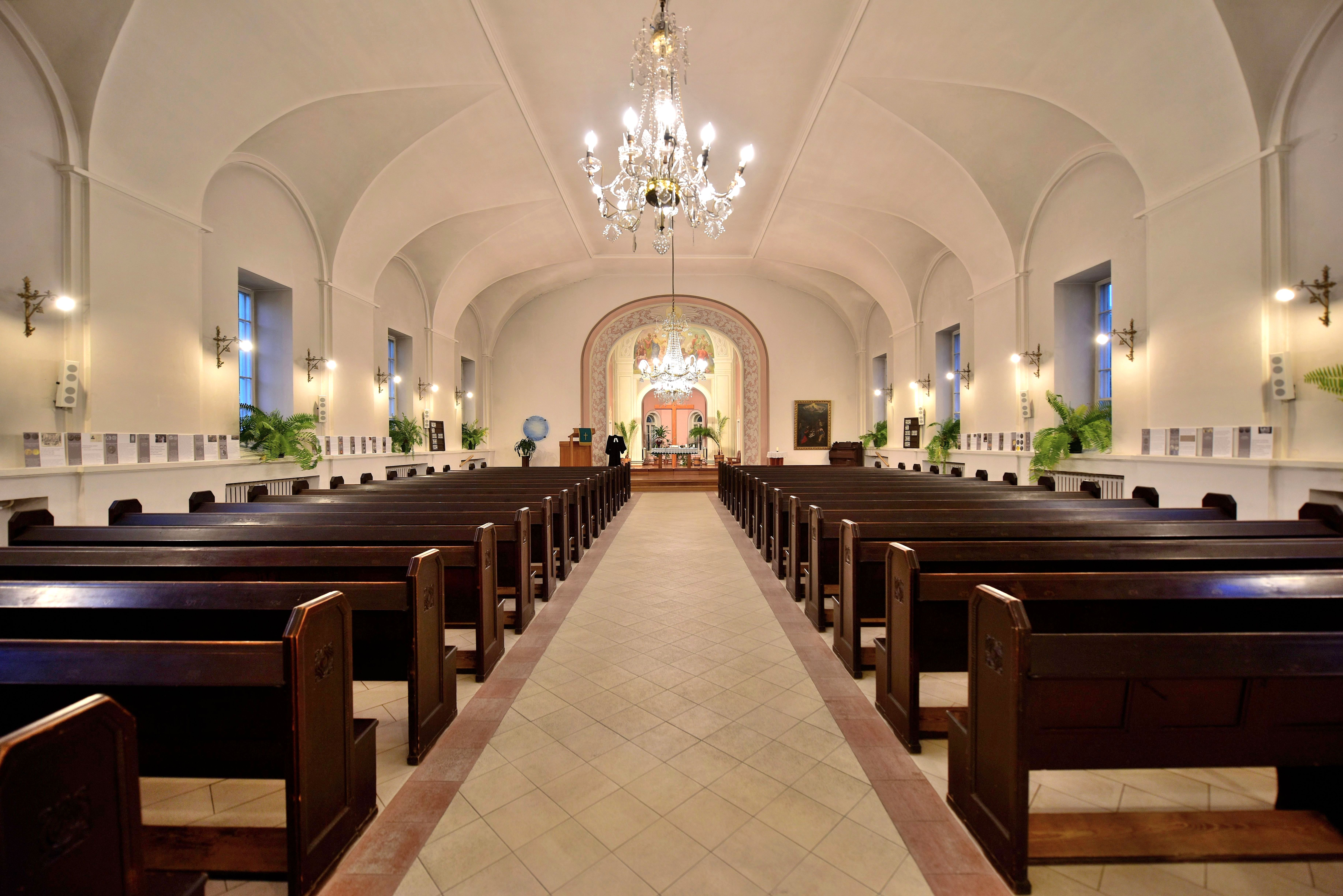
Wnętrze świątyni

Świątynia została wzniesiona jako cerkiew pułkowa pod wezwaniem św. św. Piotra i Pawła w pobliżu koszar zajmowanych przez Lejb-Gwardyjski Keksholmski Pułk im. Cesarza Austriackiego, powstałych w 1900 r. Kamień węgielny pod jej budowę położono 11 lipca 1902 r., zaś konsekracji świątyni dokonano 7 listopada 1904 r. Pracami budowlanymi kierował Wiktor Junosza-Piotrowski. 
Cerkiew wzniesiono według standardowego projektu dla świątyń wojskowych. We wnętrzu obiektu zlokalizowano szereg elementów związanych z historią pułku: tablicę ukazującą jego szlak bojowy, spis poległych oficerów jednostki, ikonę znalezioną przez pułk w mieście Keksgolm (Keksholm) oraz egzemplarz Biblii podarowany pułkowi przez carycę Elżbietę Pietrownę. Świątynia pełniła swoje pierwotne funkcje do momentu opuszczenia w sierpniu 1915 Warszawy przez jednostkę. Jej kapelanem był ks. generał-major Konstanty Wiewiedeńskij. 
W czasie niemieckiej okupacji miasta podczas I wojny światowej cerkiew była nieczynna. W 1920 r. obiekt został z polecenia Ministerstwa Spraw Wojskowych przekazany Kościołowi Ewangelicko-Augsburskiemu z przeznaczeniem na luterański kościół garnizonowy. W roku następnym, po wstępnej adaptacji budynku, 9 stycznia dokonano jego rekonsekracji; dawna cerkiew stała się jedynym w Polsce wojskowym kościołem ewangelicko-augsburskim. Do 1923 r. z obiektu korzystała również parafia Kościoła Ewangelicko-Reformowanego. 
W latach 1931–1934 dokonano generalnej przebudowy świątyni, w czasie której usunięto z jej architektury elementy typowe dla cerkwi prawosławnych. Autorem projektu przebudowy kościoła w roku 1933 był arch. Teodor Bursze (pisownia zgodna z oryginałem na projekcie). W połowie lat 30. przystąpiono także do przekształcenia wnętrz świątyni polegającego m.in. na wykonaniu nowej dekoracji malarskiej ścian i stropów oraz obrazów olejnych. Prace te wykonali artyści z Akademii Sztuk Pięknych z Wilna: prof. Jerzy Hoppen, prof. Kazimierz Kwiatkowski oraz starszy asystent Leonard Torwirt. W roku 1936 według projektu Edgara Norwertha „urządzono” absydę oraz prezbiterium wraz z wykonaniem ołtarza głównego. Do budynku wstawiono także 24-głosowe organy. 
W czasie II wojny światowej świątynia została zniszczona. Natychmiast po wyzwoleniu Warszawy rozpoczęto jej odbudowę; w 1947 r. kościół był w stanie surowym. Odbudowę finansowano z kredytów, dobrowolnych składek wiernych oraz ze środków Ministerstwa Obrony Narodowej. Autorem projektu odbudowy kościoła był Teodor Bursche, zaś pracami kierował Andrzej Wiediger. Wyposażenie wnętrza uzupełniono wykorzystując przedmioty pochodzące ze zniszczonych świątyń protestanckich we Wrocławiu. 
W 1950 r., wobec likwidacji duszpasterstwa wojskowego, kościół stał się siedzibą cywilnej parafii ewangelicko-augsburskiej.